# 하와이 요리

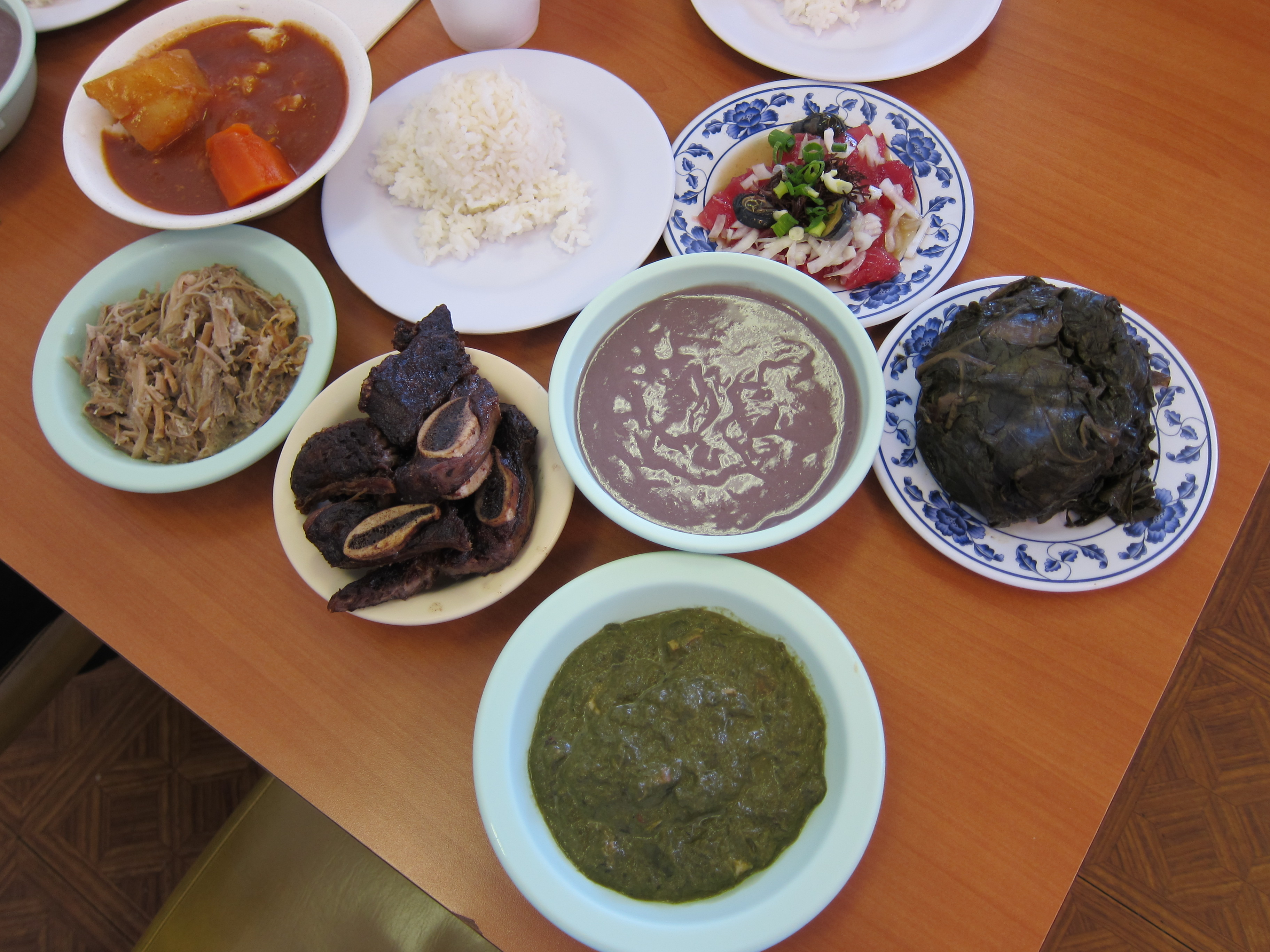
현대적인 하와이 요리. 왼쪽 위부터 시계 방향으로 곱창 스튜(오푸쿠), 쌀(라이키), ʻ 오피포케, 라울라우, 오징어 루 ʻ라우, 피피카울라 짧은 갈비, 칼루아 푸아 ʻ아(칼루아 돼지), 포이(포이)가 가운데에 있다.

하와이 요리에는 하와이 제도의 정착과 이민의 다양한 음식 역사를 반영하는 다섯 가지 독특한 음식 스타일을 통합한다.
고대 하와이(서기 300년~1778년)의 접촉 이전 기간에 폴리네시아 항해자가 식물과 동물을 섬으로 가져왔다. 하와이 원주민이 이 지역에 정착하면서 그들은 낚시를 하고, 포이를 위한 타로를 기르고, 코코넛, 사탕수수, 고구마와 참마를 심고, 흙 오븐에서 고기와 생선을 요리했다.

1778년 첫 번째 접촉 이후 유럽과 미국 요리가 선교사와 포경선과 함께 도착하여 음식을 소개하고 큰 사탕수수 농장을 건설했다. 기독교선교사는 뉴잉글랜드 요리를 가져왔고, 고래잡이들 은소금에 절인 생선을 소개했는데 이는 결국 로미로미 연어로 변했다.
파인애플과 사탕수수 농장이 성장함에 따라 노동 수요도 증가하여 1850년에서 1930년 사이에 많은 이민자 집단이 섬으로 유입되었다. 이민자 노동자들은 하와이에 도착한후 중국, 한국, 일본, 필리핀, 푸에르토리코, 포르투갈이 에서 요리를 가져왔고 새로운 음시이 지역에 영향을 미치고 있다.
중국 광둥식 차슈바오(마나푸아), 포르투갈의 달콤한 빵 및 말라사다, 푸에르토리코 파스텔, 일본식 도시락과 같은 새로운 민족 음식을 농장 작업 환경에서 기존의 원주민, 유럽 및 미국 음식과 결합하여 도입했다.
이러한 요리의 혼합은 하와이 고유의 "현지 음식" 스타일을 형성하여 접시 점심과 같은 농장 음식, 스팸 무스비와 같은 스낵, 로코 모코와 같은 요리를 탄생시켰다. 제2차 세계 대전 직후 몇몇 유명한 현지 레스토랑이 "하와이 음식"을 제공하기 위해 문을 열었다. 셰프들은 1992년에 "하와이 요리"라는 라벨을 붙임으로써 현지 스타일을 더욱 개선했다. 이는 현지에서 재배한 재료를 사용하여 하와이의 모든 역사적 영향을 혼합하여 새로운 퓨전 요리를 형성하는 요리 스타일이다.

## 역사

### 사전 접촉 기간
이 부분의 본문은 하와이 원주민 요리이다.

참조: 고대 하와이

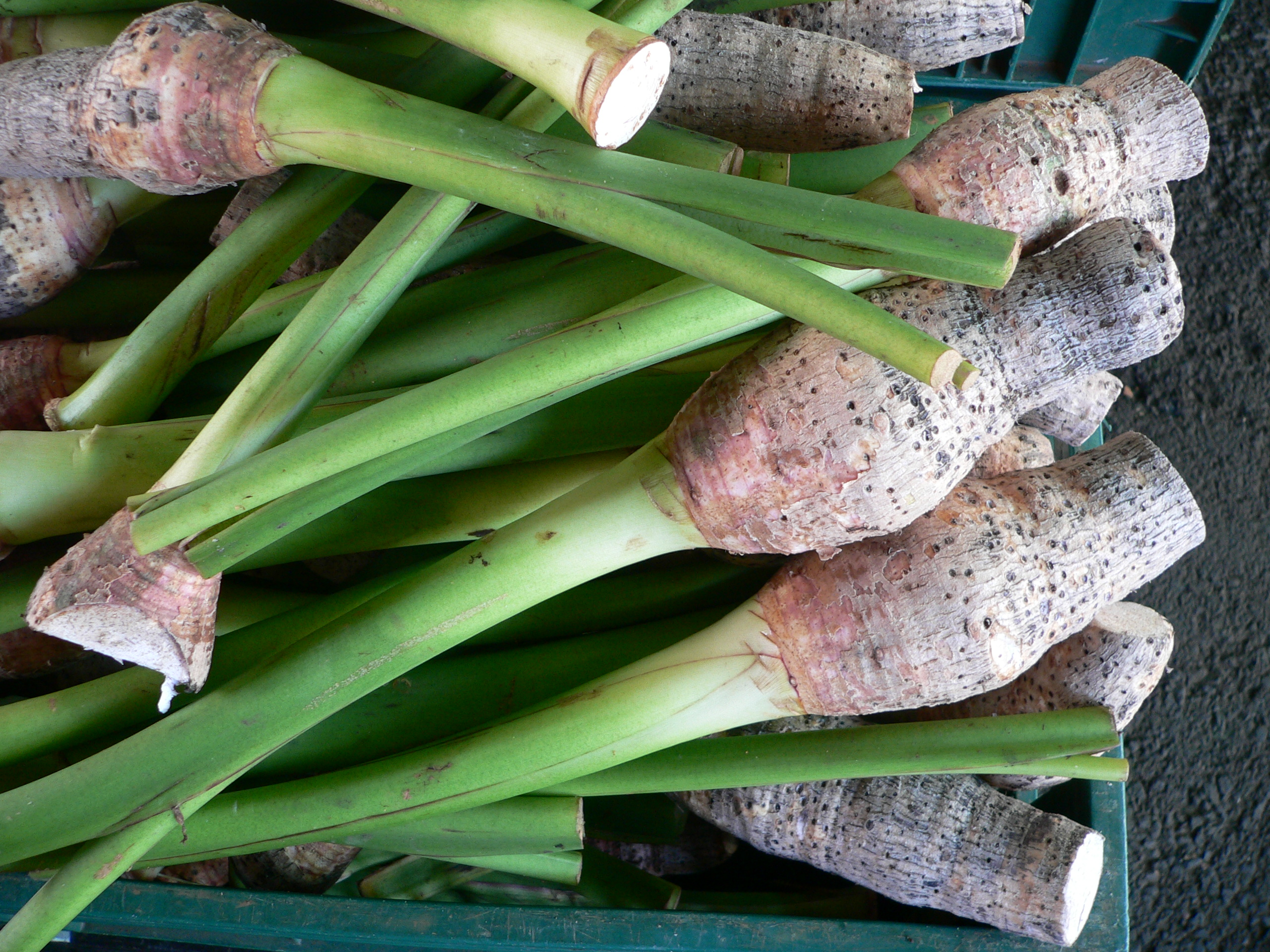
타로는 폴리네시아인들이 하와이로 가져왔다.

서기 300~500년에 폴리네시아 선원들이 하와이 제도에 도착했을 때,[b] 앙치류(하푸우이풀리지 않은 잎을 삶아 먹는다)와 더 높은 고도에서 자라는 과일을 제외하고 새로운 땅에는 식용 식물이 거의 존재하지 않았다. 식물학자와 고고학자들은 폴리네시아 항해자들이 주로 식용으로 카누 식물로 알려진 27~30종 이상의 식물을 섬에 도입했다고 믿고 있다. 그 중 가장 중요한 것은 타로였다.
수세기 동안 토란과 그것으로 만든 포이(음식)이는 그들의 식단의 주요 주식이었으며 오늘날에도 여전히 많은 사랑을 받고 있다. 폴리네시아인들은 타로 외에도 고구마를 가져왔다. 이는 폴리네시아인들이 신세계와 접촉하면서 나온 것으로 여겨졌다.
폴리네시아 최초의 정착민인 마르케사인들은 빵나무 열매를 가져왔고 타히티인들은 나중에 베이킹베이킹 바나나를 도입했다. 이 폴리네시아 정착민들은 또한 코코넛, 캔들넛(하와이에서는 쿠쿠이 너트로 알려짐), 사탕수수를 가져왔다. 그들은 새로운 땅에서 많은 물고기, 조개류, 그리고 이무(조류)를 발견했다. 날지 못하는 새는 쉽게 발견할 수 있었다. 어획물과 둥지에는 가져갈 알이 가득했다.
대부분의 태평양 섬에는 박쥐와 도마뱀 외에는 육식 동물이 없었기 때문에 고대 폴리네시아인들은 돼지, 닭, 개를 화물로 싣고 태평양을 항해했다. 돼지는 종교적 희생을 위해 사육되었으며, 고기는 제단에 바쳐졌는데, 그 중 일부는 제사장이 소비했고 나머지는 대규모 축제 행사에서 먹었다 .
초기 하와이 사람들의 식단은 다양했으며 최대 130가지 종류의 해산물과 230가지 종류의 고구마가 포함되었을 수 있다. 육지와 바다새의 일부 종은 멸종되었다.

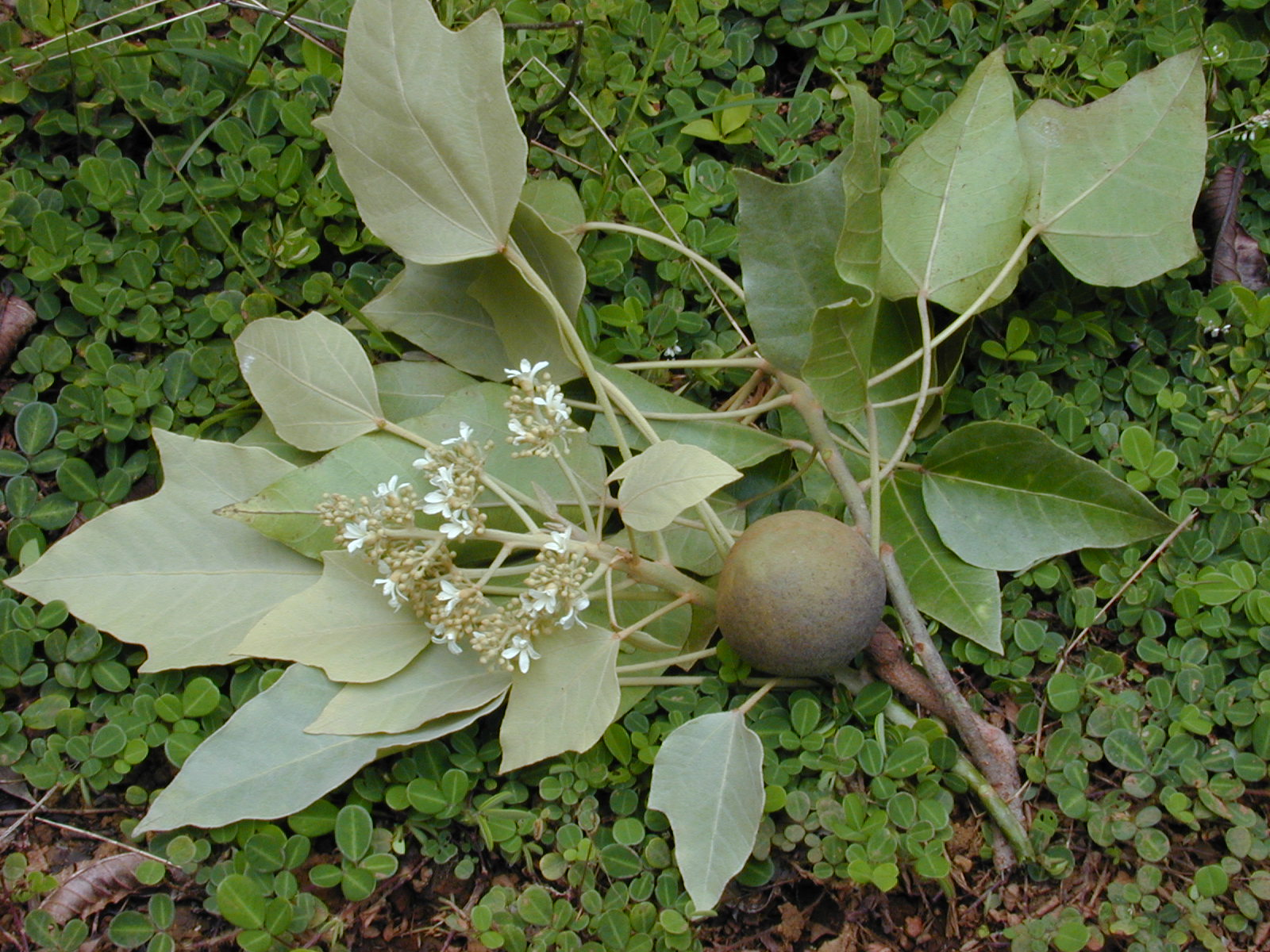
캔들넛 나뭇잎, 꽃, 견과류(캔들넛)는 폴리네시아인들이 하와이로 가져왔다.

바다 소금은 고대 하와이에서 흔한 조미료였으며, 구운 으깬 쿠쿠이 견과류, 바다 소금, 때로는 해초를 섞어 만든 맛인 이나모나가 종종 식사와 함께 제공되었다 .
중요한 행사가 있을 때마다 '아하아이나'라는 전통 잔치가 열렸다. 여자가 첫 아이를 낳게 되자 남편은 아이의 탄생을 축하하는 잔치인 '아하아이나 마와와에'를 위해 돼지를 기르기 시작했다. 잔치에는 돼지 외에 숭어, 새우, 게, 해초, 토란잎이 필요했다.
이러한 축제의 현대적 이름인 lū'au는 1856년까지 사용되지 않았으며 하와이 단어 아하아이나및 파이나를 대체했다. 루아우라는 이름은 코코넛 밀크와 닭고기 또는 문어를 넣어 구운 어린 타로 상판인 아하아이나에서 항상 제공되는 음식의 이름에서 유래되었다. 고기는 내장을 제거한 동물 전체를 납작하게 펴서 뜨거운 숯에 굽거나, 막대기에 꿰어 준비했다. 닭, 돼지, 개 등 큰 조각의 고기는 일반적으로 흙 오븐에서 요리하거나 의식 잔치 중에 불 위에 뱉어냈다.
이무(조류)로 알려진 하와이 흙 오븐은 깔루아라는 방법으로 구이와 찜을 결합한다. 구덩이는 땅을 파고 화산암과 화강암과 같이 고온으로 가열해도 갈라지지 않는 기타 암석이 늘어서 있다. 불씨로 불을 피우고 바위가 뜨거워지면 불씨를 제거하고 ,코르딜리네 프루티코사(티) 생강, 바나나 잎으로 싸인 음식을 구덩이에 넣고 젖은 나뭇잎, 매트 및 흙으로 덮는다. 대나무 관을 통해 물을 첨가하여 증기를 생성할 수 있다.
뜨거운 돌의 뜨거운 열기로 음식이 푹 익었다. 며칠 분량의 음식을 한 번에 조리해 꺼내서 먹을 수 있었고, 남은 음식은 뚜껑을 덮어 따뜻하게 유지했다. 생선뿐만 아니라 고구마, 타로, 빵나무 열매 및 기타 야채를 이무에서 조리했다. 바닷장어를 소금에 절여 말린 후 이무에 넣는다. 닭 , 돼지와 개를 복강에 뜨거운 돌을 넣은 '이무'에 넣었다.
요리는 남자가 모두 했고, 여자를 위한 음식은 별도의 '이무'에서 조리했다. 그 후 남자와 여자는 따로 식사를 했다.[c] 이를 사용하여 요리하는 고대 관습은 특별한 경우를 위해 오늘날까지 계속되고 있다.

### 접촉 후 기간
1778년 제임스 쿡 선장은 숫염소, 암양, 멧돼지, 영국산 암퇘지, 멜론, 호박, 양파 씨앗을 남겨두고 니하우 섬에 도착했다. 1793년에 조지 벤쿠버 선장은 최초로 소를 섬으로 데려왔다. 캘리포니아의 롱혼이 카메하메하 1세 왕에게 헌정되었다.

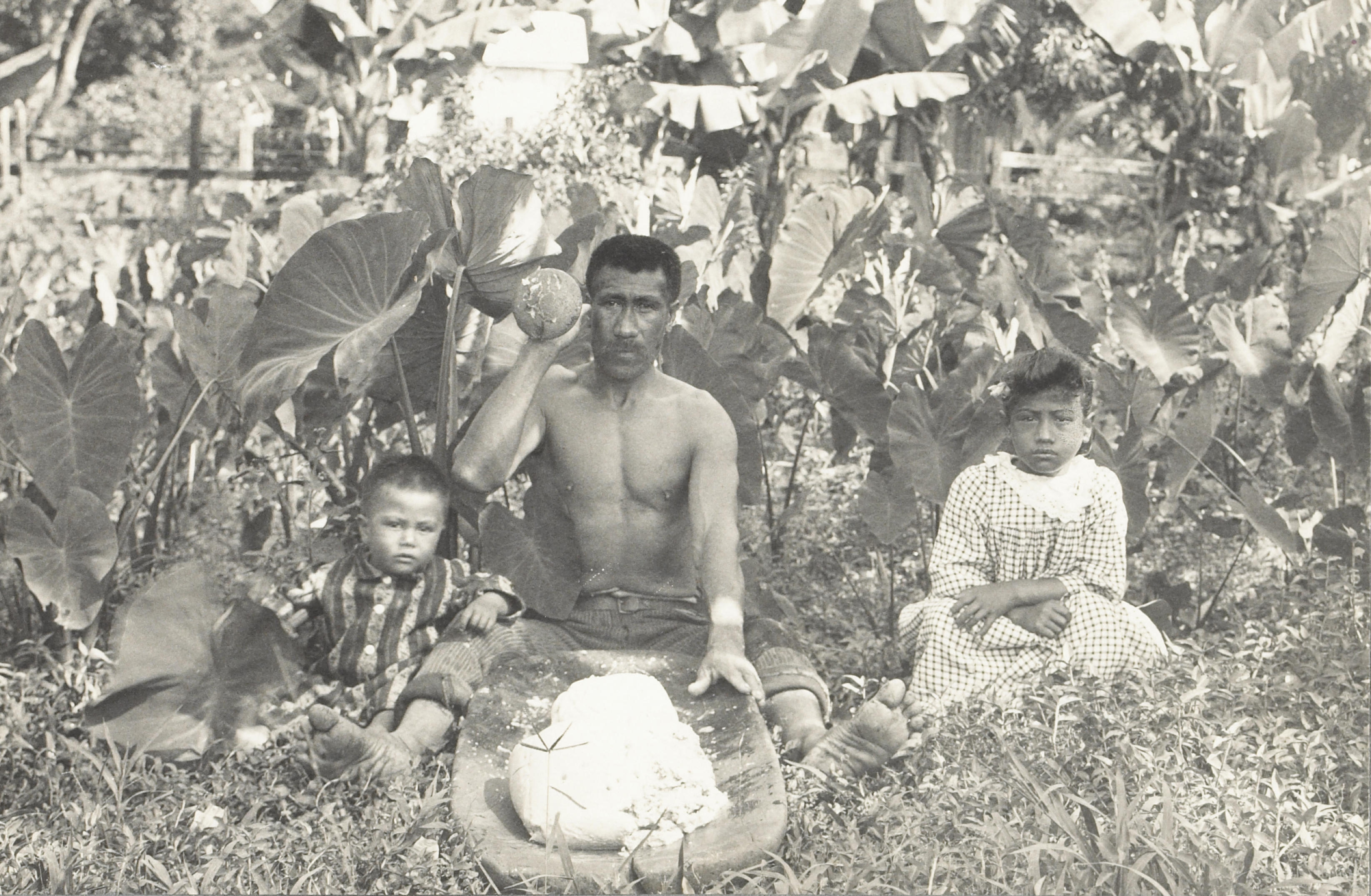
하와이 남자가 타로를 두드려 포이(음식)를 만든다. 그의 뒤로 타로 식물이 자라고 있는 것을 볼 수 있다.

천적포자가 없었기 때문에 새로운 소는 통제할 수 없을 정도로 늘어났다. 왕은 소를 포획하여 가축화하기 위해 존 파커(John Parker)라는 미국인을 고용했다. 많은 소가 도살되었고 쇠고기가 하와이 요리에 소개되었다.
1813년 스페인 식물학자이자 카메하메하 1세의 고문이었던 프란시스코 데 파울라 마린(Don Francisco de Paula Marin)이 호놀룰루에서 파인애플을 처음 재배했다.
포도나무는 1792년경 밴쿠버 선장에 의해 소개되었지만 마린은 1815년에 최초의 하와이 포도원을 만들고 지금은 희귀한 미션 포도 품종을 재배한 것으로 알려져 있다. 마린은 또한 1812년에 최초의 맥주를 양조했고, 1817년에 최초의 커피 작물을 심었지만 그의 재배는 실패했다. 하와이 사람들이 "마니니"라고 부르는 마린은 라임, 콩, 양배추, 감자, 복숭아, 멜론, 옥수수 및 상추, 오렌지 재배 실험을 했다.
19세기 후반에 미국 정착민이 소유하고 운영하는 파인애플과 사탕수수 농장이 하와이 토지의 상당 부분을 차지하게 되었고, 이 두 작물은 하와이 경제의 가장 중요한 수입원이 되었다.

#### 민족음식
빅 파이브(하와이)의 농장이 확장되면서 노동 수요가 늘어나 농장주들은 중국인, 한국인을 포함한 이주 노동자를 고용했다.  일본인, 필리핀인, 포르투갈인. 각 민족 그룹은 직장에서 음식을 원했고 농장과 식료품 시장이 설립되었다.
중국 이민자들은 광둥 요리를 가져와 섬에서 최초의 볶음 요리, 새콤달콤한 요리, 딤섬 요리를 요리했다. '포이'를 쌀로 대체하고 허브와 향신료를 추가했다. 중국 쌀 재배자들은 현지 하천과 관개 수로를 비축하기 위해 아시아에서 친숙한 생선 품종을 중국에서 수입했다.
하와이 한인 이민은 김치를 가져와 절인 고기를 요리하기 위해 바비큐 구덩이를 만들었다. 한국식 불고기 또는 뼈 없는 고기에 적당히 달콤한 마늘 소스와 갈비 또는 뼈가 있는 고기와 적당히 달콤한 마늘 소스도 있으며 한국인이 좋아하는 또 다른  비빔밥 또는 양념된 야채를 섞은 밥, 나물, 달콤하고 매콤한 고추장 그리고 '불고기' 토핑도 하와이 요리의 필수적인 부분이 되었다.
포르투갈 이민자는 19세기 후반에 아조레스 제도에서 하와이로 왔다.
포르투갈 이민자들은 19세기 후반 아조레스 제도에서 하와이로 건너와 돼지고기, 토마토, 칠리페퍼를 중심으로 한 음식을 소개했으며, 전통적인 벌집 오븐인 포르노(forno)를 만들어 포르투갈의 달콤한 빵 인 파오 도체(pão doce)와 말라사다를 만들었다. 고래잡이들은 소금에 절인 생선을 가져왔는데, 이것이 결국 로미로미 연어가 되었다.

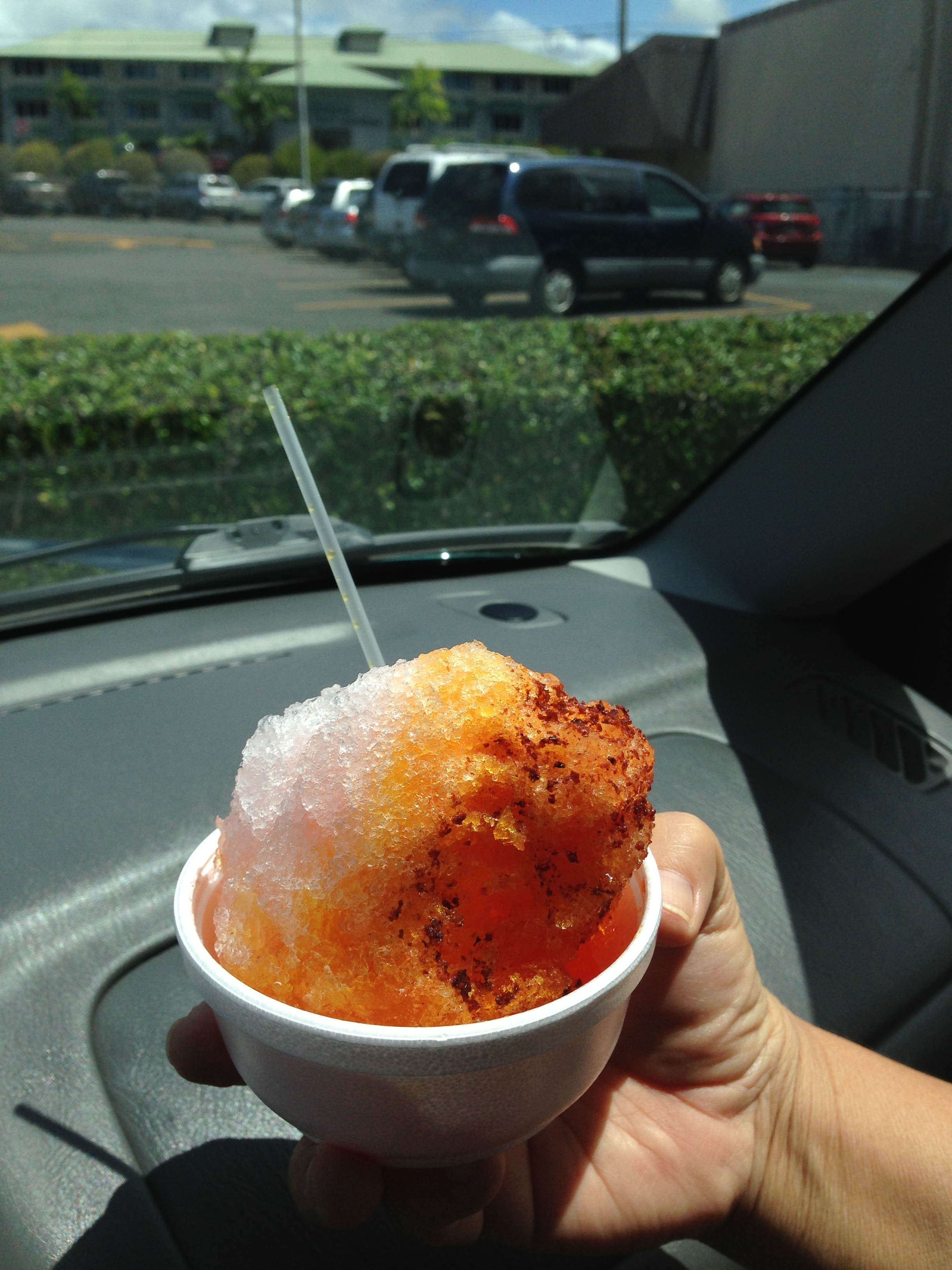
하와이 쉐이브 아이스, 일본 이민자들이 카키고리를 먹으며 일본에서 하와이로 전래된 것으로 추정됨

일본인들은 도시락과 생선회를 가져왔고, 많은 야채 씨앗이 섬의 기후에서 자라지 못했지만 두부와 간장을 만드는 데 성공했다. 일본 이민자들의 집에는 오븐이 없었기 때문에 요리는 튀기고, 찌고, 삶고, 끓이는 방식에 의존했고, 이는 하와이에서 튀김과 국수 수프의 대중화로 이어졌다. 20세기 초에는 일본인이 가장 큰 민족 집단이 되었고 쌀은 이 섬에서 세 번째로 큰 작물이 되었다.
푸에르토리코의 하와이 이민은 1900년에 시작되어 매콤한 스페인식 양념 수프, 캐서롤, 파스텔 및 고기회전율을 제공했다.
필리핀인은 1909년에 하와이에 도착하여 필리핀 아도보 스타일의 식초와 마늘 요리인 완두콩과 콩을 가져왔고 굽는 대신 음식을 삶고, 끓이고, 굽고, 튀기는 것을 선택했다. 밥 외에 고구마를 주식으로 먹는다.
사모아인은 1919년에 도착하여 '이무'처럼 지하가 아닌 지상에 흙 오븐을 만들고 타로 대신 과일로 '포이'를 만들었다.
1975년 베트남 전쟁이 끝난 후 동남아시아에서 이민자들이 도착하여 태국과 베트남 퀴시에서 인기 는 레몬그라스, 생선 소스. 및 갈랑갈을 가져왔다.

### 영토기간 – 국가
참조: 하와이 레스토랑 목록

호놀룰루의 첫 번째 레스토랑은 1849년 Peter Fernandez라는 포르투갈인에 의해 문을 열었다. Bishop & Co. 은행 뒤에 위치한 이 식당은 "식당"으로 알려졌으며 호텔과 포트 거리 모퉁이에 Leon Dejean의 "Parisian Restaurant"과 같은 다른 레스토랑이 뒤따랐다.

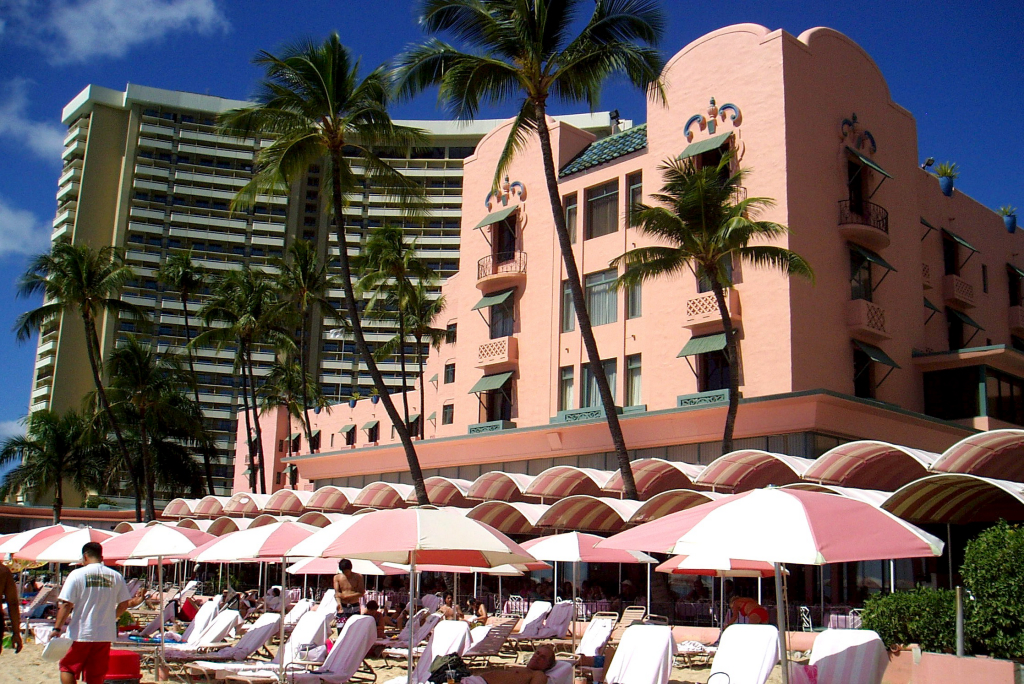
로얄 하와이안 호텔은 와이키키 해안을 따라 건설된 최초의 호텔 중 하나였다.

1872년 호텔 스트리트에 로얄 하와이안 호텔이 문을 열었으며 태평양에서 가장 세련된 호텔 중 하나로 부유한 고객들에게 서비스를 제공했다. Royal Hawaiian 식당은 숭어, 스프링 양고기, 토마토를 곁들인 닭고기, 캐비닛 푸딩 등의 요리를 제공하는 1874년 메뉴로 유럽 최고의 레스토랑과 동등한 수준의 요리를 제공했다.
하와이의 대규모 파인애플 산업은 1901년 "파인애플 왕"인 제임스 돌 돌이 오아후 섬에 파인애플을 심으면서 탄생했다. 1922년 돌이 파인애플을 인수했다. 대규모 파인애플 생산을 위해 라나이 섬. 1950년에 그의 하와이의 파인애플 회사는 세계 최대 규모가 되었다.
1905년 조지 알 카터, 하와이 주지사는 "하와이가 캘리포니아에 밀가루와 감자 및 기타 야채를 공급했던 때가 있었다. 이제 캘리포니아는 자체적으로 생산하고 일부를 보낸다."라고 말하면서 지역 농업 생산 증가를 장려했다.
당시 신문 사설에서는 하와이에서 토종이 아닌 파인애플을 심는 동안 현지에서 재배한 구아바가 땅에서 썩고 있는 이유에 대해 의문을 제기했다.
이러한 우려는 거의 100년이 지나서야 지역 요리 운동이 식품 산업에 "현지에서 성장하고, 현지에서 구매하고, 현지에서 먹도록" 장려하기 시작했을 때까지 해결되지 않았다.
.1970년대부터 파인애플은 동남아시아에서 더 저렴하게 재배되었기 때문에 하와이 농업은 다양한 접근 방식을 취하여 쿠쿠르비타, 토마토, 칠리 페퍼 및 상추등 다양한 작물을 생산하는 등 다양한 접근 방식을 취했다.
1978년부터 1988년까지 하와이에 온 셰프들은 유럽 셰프처럼 하와이에서 재배한 재료를 피하고 모든 재료를 미국 본토 또는 멀리 호주, 뉴질랜드, 유럽으로 배송하는 것을 선호했다.
외식은 지금처럼 흔하지 않았지만, 1960년대부터 동네 맛집이 자리잡기 시작했다. 식당 및 drive in에서는 Rainbow Drive-in, L&L, Liliha Bakery 및 Zippy's와 같은 미국식 요리 외에도 현지 민족 음식을 제공했다. saimin 주택, 편의점과 같은 소규모 맘앤팝 상점은 okazuya에서 미리 설정된 도시락 또는 단품요리 품목을 제공하는 동네에서 흔히 볼 수 있었다.  (일본어 "델리"). 일부는 21세기에 푸드 트럭 문화가 트렌드가 되기 오래 전부터 작은 딤섬 같은 간식을 파는 manapua vans라는 애칭으로 이동하기도 했다.
일본계 미국인 제빵사 로버트 타이라는 1950년대에 달콤한 포르투갈 빵의 하와이 버전 요리법을 고안했다. Taira는 하와이에서 빵을 상업적으로 생산하기 시작했고 호놀룰루 빵집과 커피숍에서 성공을 거두었으며 공장 생산이 캘리포니아 및 사우스 캐롤라이나로 확대되었다. 1980년대까지 Taira의 회사인 킹스 하와이안 베이커리는 연간 2천만 달러의 수익을 올렸다.

#### 하와이 지역 요리
하와이 지역 요리는 요리 스타일과 이를 개발하고 이를 독특한 하와이 퓨전 스타일로 옹호한 요리사 그룹을 의미한다. 요리는 현지 재료(해산물, 쇠고기, 열대 음식 포함)를 사용하고 민족 요리의 영향을 융합한 것이다.
요리 스타일은 Sam Choy, Philippe Padovani, Roger Dikon, Gary Strehl, Roy Yamaguchi, Amy Ferguson Ota, Jean-Marie Josselin, George Mavrothalassitis, Beverly Gannon, Peter Merriman, Mark Ellman 및 Alan Wong 등 12명의 셰프 그룹에 의해 개발되었다.

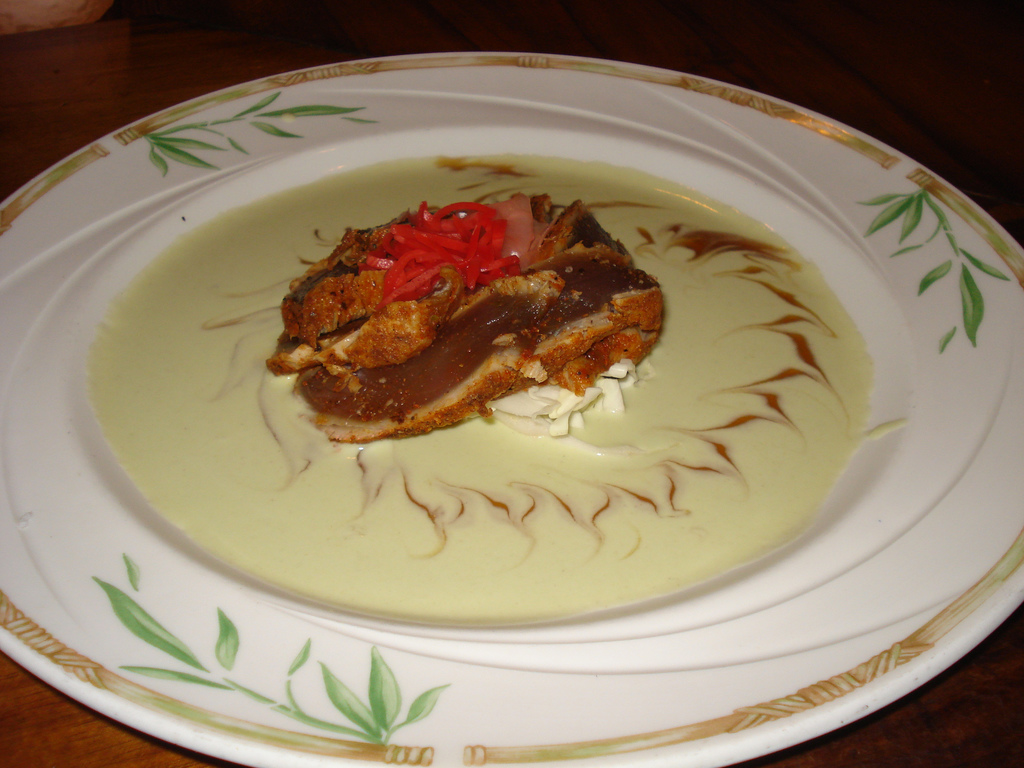
황다랑어와 와사비 베레블랑 소스 구운

하와이 지역 요리의 개발은 장거리 운송되는 재료와 하와이의 조건에 적합하지 않더라도 대륙 요리법을 모방한 준비 방식에서 벗어나려는 공동의 노력이었다. 오히려 이 그룹은 호텔 업계에서 현지에서 생산된 재료를 홍보하는 동시에 하와이 요리에 대해 전 세계에 알리고자 했다.
이 그룹의 목표는 현지 목장주, 어부, 농부를 호텔 및 레스토랑 업계의 셰프 및 기업과 연결하여 지역 사회를 반영하는 하와이 지역 요리를 개발하는 것이었다.
그들은 본토에서 수입한 제품과 요리법을 기반으로 한 싱그러운 국제 및 유럽식 호텔 요리를 현지에서 재배한 음식을 기반으로 한 요리로 대체했다.
이 창립 그룹의 셰프들은 Janice Wald Henderson이 쓴 1994년 요리책 '하와이의 새로운 요리'를 출판하기 위해 노력했다. 이 셰프들은 또한 자선 단체를 위해 판매할 요리책을 후원했다.

## 현대
21세기에 관광지로서 하와이의 지속적인 인기는 오노 하와이안 바비큐(Ono Hawaiian BBQ) 및 L&L 하와이안 바베큐와 같은 하와이 테마의 하와이 요리 레스토랑을 인접한 미국에 탄생시키는 데 도움이 되었다. 영국 최초의 뉴 하와이 요리로 2014년 레스토랑 POND Dalston이 문을 열면서 그 인기는 유럽에도 확산되고 있다. 또한 오아후 노스 쇼어의 Ono Yo와 같은 곳의 Lilikoi 아사이 그릇과 같은 하와이 특산품도 많이 있다. 
마우나로아 마카다미아넛 등의 브랜드 상품도 있다. 사탕수수 생산업체알렉산더&볼드윈는 계속해서 사업을 운영하며 다른 사업으로 다각화했다.
dole 음식 회사는 하와이에 본사를 두고 있으며 여전히 오아후에서 파인애플 사업을 운영하고 있다. 마우이랜드 & 파인애플 회사는 2009년에 생산을 중단했다. 자산과 직원 중 일부는 Hali'imaile Pineapple Company 스타트업에 참여하고 있으며 Kapalua Farms의 유기농 파인애플 운영은 [[Pierre Omidyar]의 지원을 받아 Ulupono Sustainable Agriculture Development가 인수했다.  맥주 생산업체인 코나양조 와 볼케이노 와이너리가 활동하고 있다.
현지 식당으로는 지피스 체인이 있다. 푸드랜드 하와이는 식료품 체인점이다. 또한 가네미스 베이커리, Helena's Hawaiian Food, 커먼 그라운드 카우아이, 애나밀러, Nisshodo Candy Store,Maui Tacos 및 Wai'oli Tea Room & Bakery at Salvation Army Wai'oli Tea Room과 같은 독특하고 역사적인 사업 운영도 있다.
로이 야마구치의 Roy's와 하와이 지역 요리를 홍보하는 다양한 요리책 역시 하와이 요리와 하와이 퓨전 요리의 대중화에 일조했다.

## 재료

### 야채, 과일, 견과류

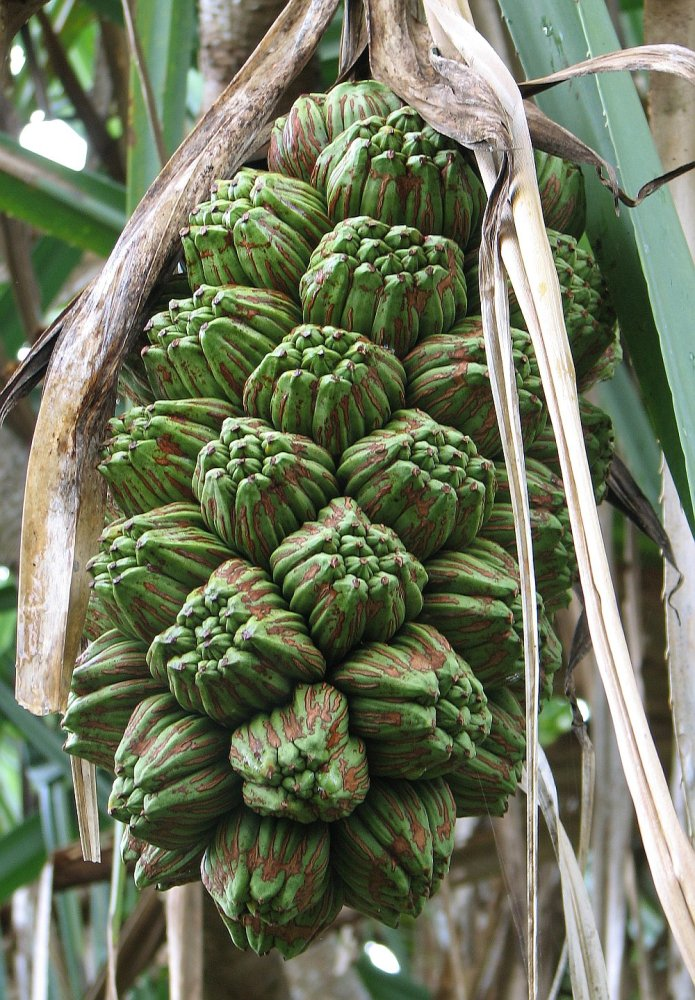
Hala, 판다누스 나무의 열

- 타로(Colocasia esculenta)—뉴기니 원주민에 의해 최소 30,000년 동안 수확되어 온 인기 있는 고대 식물이다.[39] 토란에는 수백 가지 종류가 있으며, 습지 품종 중 알 줄기이 최고의 포이(음식)(영어판),[4] 토란 전분이나 밀가루도 있다. 육지 품종은 바삭바삭한 식감을 갖고 있어 타로 칩을 만드는 데 사용된다. 조림 요리에는 더 작은 미국 품종이 사용된다.[4]

- 빵나무 (Artocarpus altilis)
- 고구마
- 캔들넛(영어판)(Aleurites moluccana) 또는 kukui—전통적으로 양초로 사용되는 구운 커널, 고대 하와이 조미료인 'inamona의 주요 성분이다.
- 코코넛 (Cocos nucifera)
- 폴리네시아 칡뿌리(Tacca leontopetaloides) 또는 피아 식물—요리한 칡뿌리를 구운 디저트에 파파야, 바나나 또는 호박과 섞는다. 하와이 코코넛 크림 푸딩인 하와이 코코넛 푸딩(영어판)는 증점제로 사용된다.
- Ti(코르딜리네 푸르티코사(영어판))—증류가 하와이에 들어온 후 ti의 뿌리는 okolehao라는 술로 바뀌었다. 잎은 laulau와 같은 imu 흙 오븐에서 요리한 음식의 포장지로 사용한다.
- 날개콩 (Psophocarpus tetragonolobus)
- 히카마

### 스팸

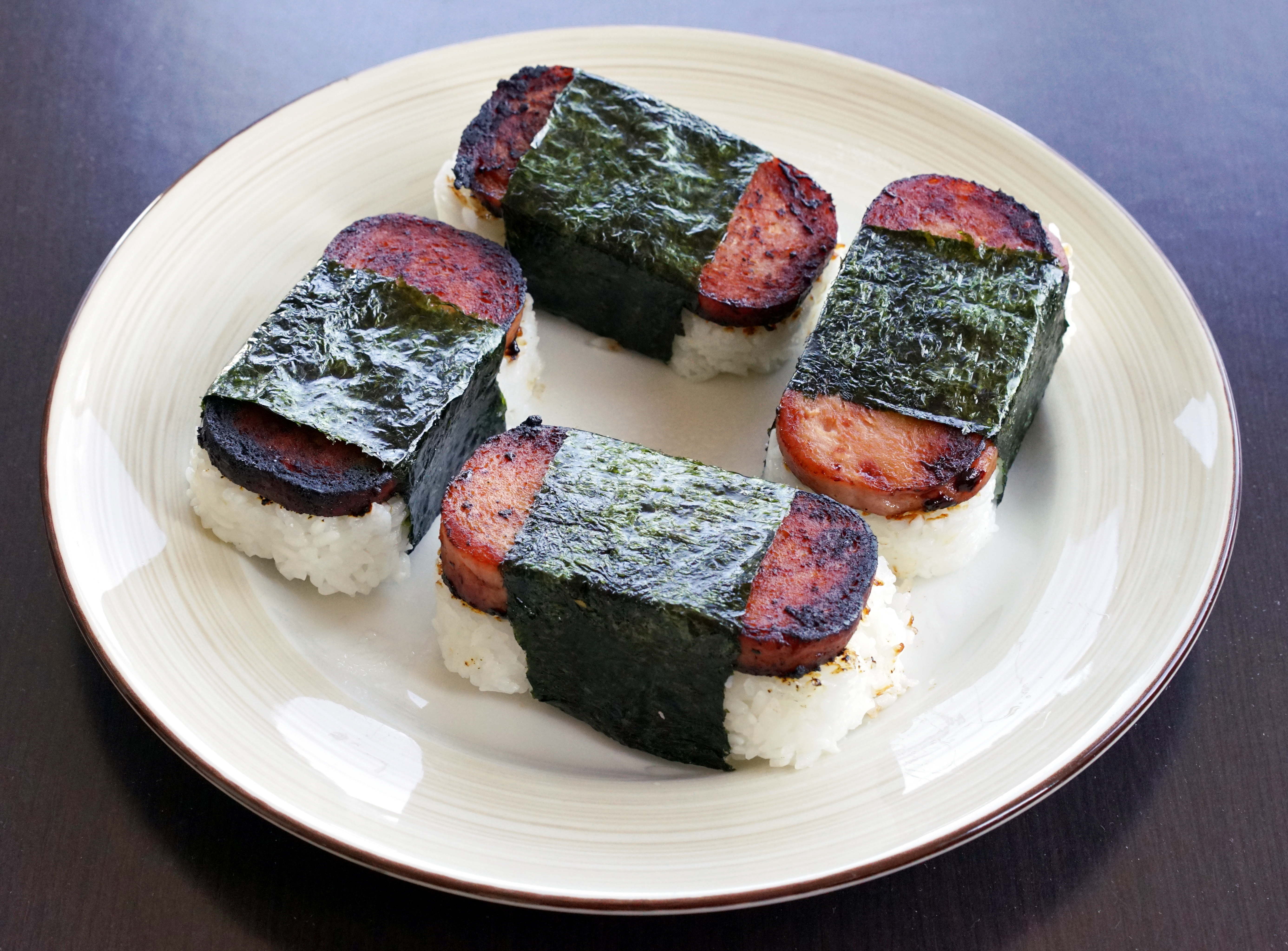
스팸 무스비, 튀긴 스팸을 사용하는 일본식 오니기리의 퓨전이다. 스시처럼 보이지만 식초나 양념을 넣지 않은 밥이다. 스팸은 미국 GI를 통해 하와이로 유입되어 섬에서 대중화되었다. 스팸무스비는 1980년대에 개발되었다.

호멜 회사의 육류 통조림 제품 스팸은 수십 년 동안 하와이에서 큰 인기를 끌었다. 1인당 하와이 사람들은 괌에 이어 세계에서 두 번째로 스팸을 많이 소비한다. 원래 미국 군사 배급량을 위해 미군이 하와이로 가져온 것이다. 스팸은 제2차 세계대전 동안 섬 주변에서 어업이 금지된 이후 현지인들에게 중요한 단백질 공급원이 되었다. 2005년에 하와이 사람들은 5백만 캔 이상의 스팸을 소비했다.
스팸은 다양한 방식으로 현지 요리에 사용되며, 가장 일반적으로 튀겨서 밥과 함께 제공된다. 아침 식사로는 달걀 프라이를 스팸과 함께 곁들여 먹는 경우가 많다. 스팸을 '티'에 싸서 굽거나 꼬치에 꽂고 튀기거나 양배추와 함께 볶을 수도 있다.
사이민과 볶음밥에 추가하거나, 두부와 함께 으깨거나, 차가운 소멘이나 구운 마카로니 앤 치즈와 함께 곁들여 먹는다.
또한 번데기를 위한 처트니, 마요네즈를 곁들인 샌드위치에 사용되거나 구아바 젤리와 함께 굽는다. 스팸 무수비는 밥 위에 스팸을 튀겨 김으로 감싼 요리로, 1980년대 섬 스시 메뉴에 등장한 하와이의 인기 간식이다.
소고기
19세기에 존 파커(John Parker)는 하와이 사람들에게 가축 방목을 훈련시키기 위해 멕시코 카우보이를 데려왔다. 카무엘라와 쿨라(하와이)의 하와이 카우보이들은 파니올로스라고 불리게 되었다.
가축 목장업은 향후 100년 동안 급속히 성장했다. 1960년에는 하와이 토지의 절반이 쇠고기 수출을 위한 목장으로 사용되었지만 1990년에는 그 수가 25%로 줄었다. 파니올로스는 육포와 유사한 소금에 절이고 말린 쇠고기인 피피카울라("소고기 밧줄")를 씹었다. '피피카울라'는 일반적으로 서빙 전에 브로일 처리된다. 아시아의 영향을 받아 요리할 때 쇠고기 조각은 일반적으로 간장에 재워둔다.
쇠고기를 햇볕에 말릴 때 먼지와 파리로부터 고기를 보호하기 위해 전통적으로 스크린된 상자를 사용한다. 말린 고기는 종종 'lū'au에서 별미나 애피타이저로 찾을 수 있다.

### 생선과 해산물
참조: 하와이 해산물 목록
참치는 하와이 요리에서 가장 중요한 생선이다. 품종에는 가다랑어( aku), 황다랑어(ahi) 및 알바코어 참치(tombo)가 포함된다.

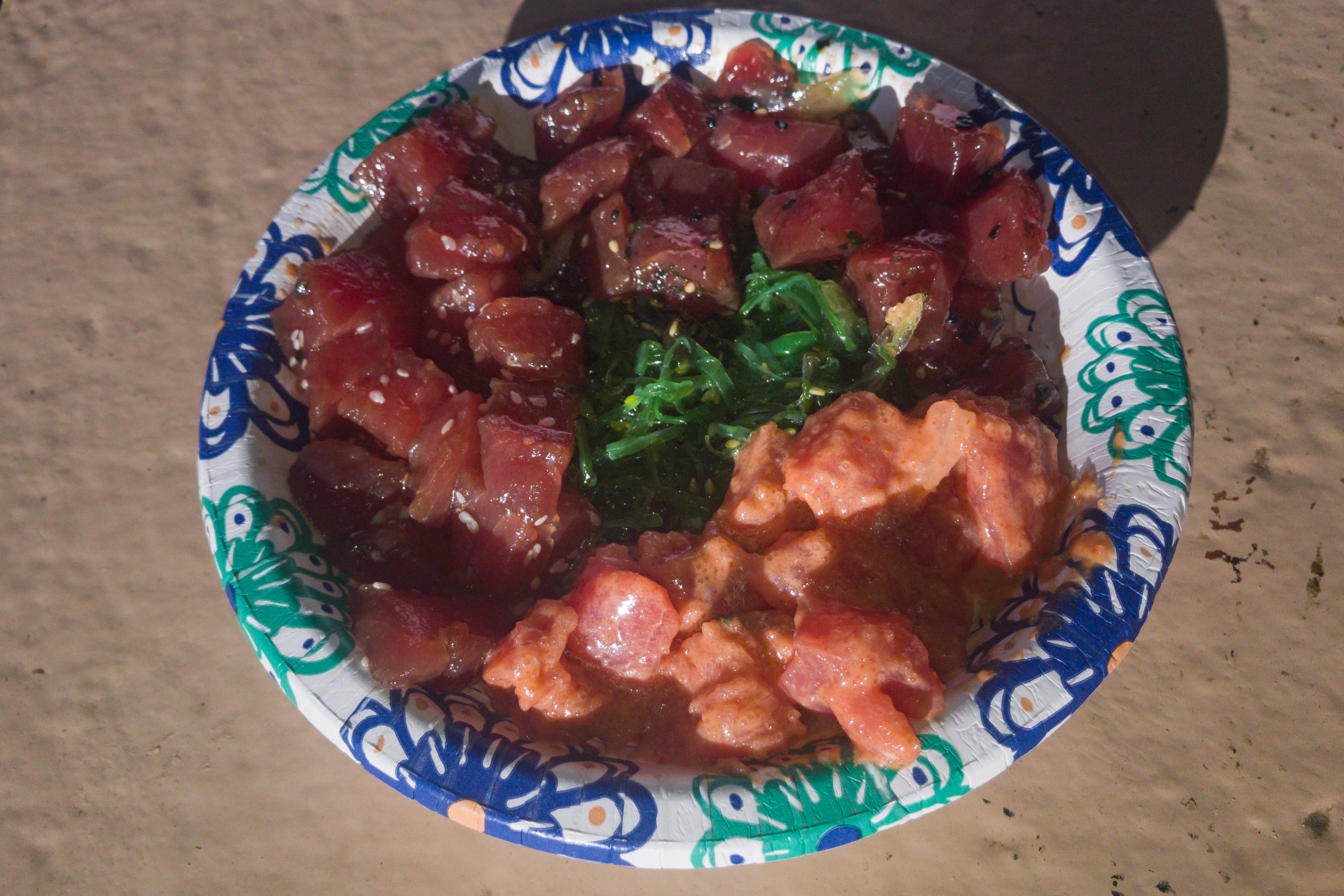
포케볼, 마우이, 하와이

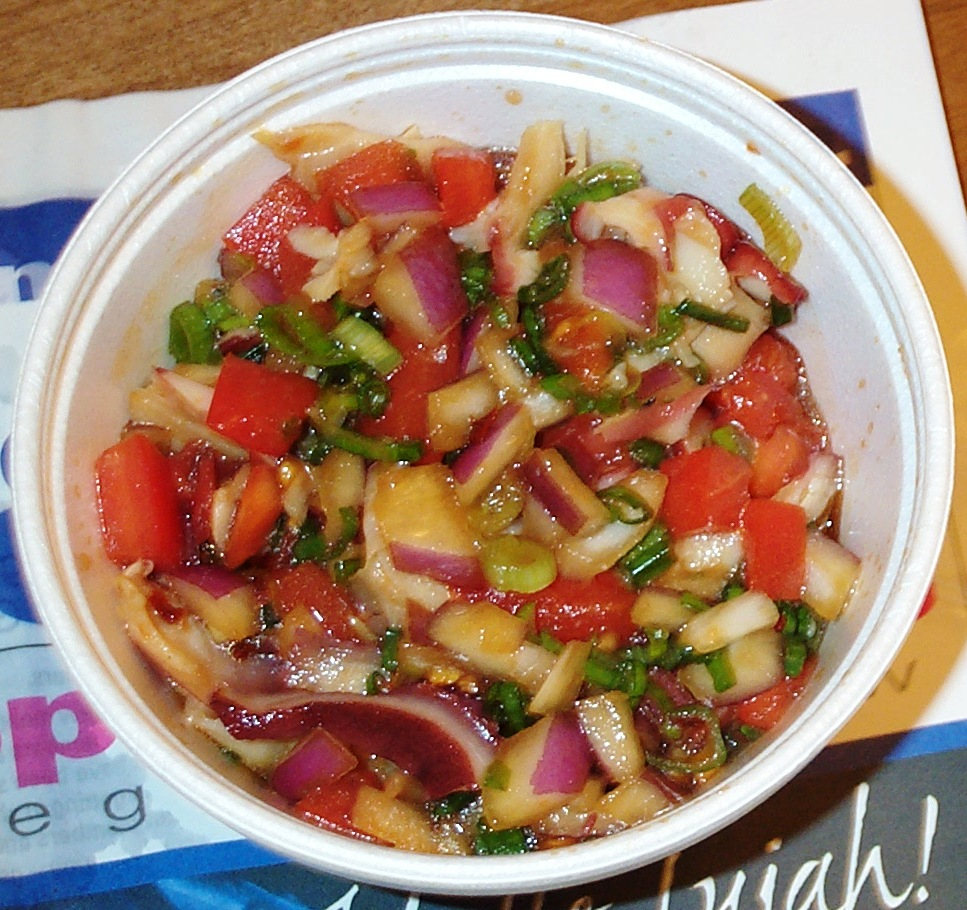
토마토, 파, 마우이 양파, 간장, 참기름, 천일염, 고추를 곁들인 타코(문어) 포케

특히 '아히(Ahi)'는 소금에 절여 건조하면 보존성이 좋아 고대 하와이인들이 긴 바다 항해에 사용했을 정도로 오랜 역사를 가지고 있다. 현지 참치 어획량의 상당 부분이 사시미를 위해 일본으로 수출된다. 참치는 하와이에서도 생선회로 먹지만, 굽거나 소테하거나 포케로 만들기도 한다.
태평양청새치(카지키)는 고온에서 바비큐굽거나 굽지만, 지방 함량이 매우 낮기 때문에 과도하게 익히지 않도록 비교적 짧은 시간 동안 조리한다. 미국 본토 전역으로 인기를 끌고 있는 broadbill 황새치(shutome)는 지방 함량이 높으며 스테이크를 구울 수도 있다.  구이 또는 볶음에 사용된다. 그루퍼(하푸)는 가장 자주 쪄진다. 적도미(오나가)는 찌거나, 데치기하거나 구운 것이다. 핑크 도미(opakapaka)는 지방 함량이 높으며 찌거나 구워서 가벼운 소스와 함께 제공된다. 와후(오노)는 굽거나 볶는 요리이고, 돌고래 물고기(마히마히)는 보통 스테이크로 잘라서 튀기거나 굽는 요리다. moonfish (opah)는 구이, 훈제 또는 회를 만드는 데 사용된다.
포케는 원래 생선이나 문어 등의 해산물을 바다 소금으로 보존한 후 양념과 함께 비비거나(로미) 작게 자르는 향토 요리다. 조각. 하와이안 포케에는 전통적으로 해초, 쿠쿠이넛, 바다 소금으로 만든 조미료를 사용했다.
서양 및 아시아 문화와 첫번째 접촉 이후 파, 고추, 간장이 일반적인 첨가물이 되었다.
포케는 사시미와 다르다. 포케는 일반적으로 대충 잘라서 접시에 쌓고, 저렴한 생선 조각으로 만들 수 있다는 점 때문이다. 1970년대 초 포케는 맥주와 함께 먹거나 파티에 가져갈 수 있는 애피타이저가 되었다.

### 향신료
섬의 아시아화의 영향을 보여주는 일반적인 아시아 향신료로는 중국산 오향분말, 일본산 와사비 및 간장'(간장) 그리고 필리핀에서 온 바고옹이 있다.

## 요리
이 부분의 본문은 하와이 요리 목록이다.

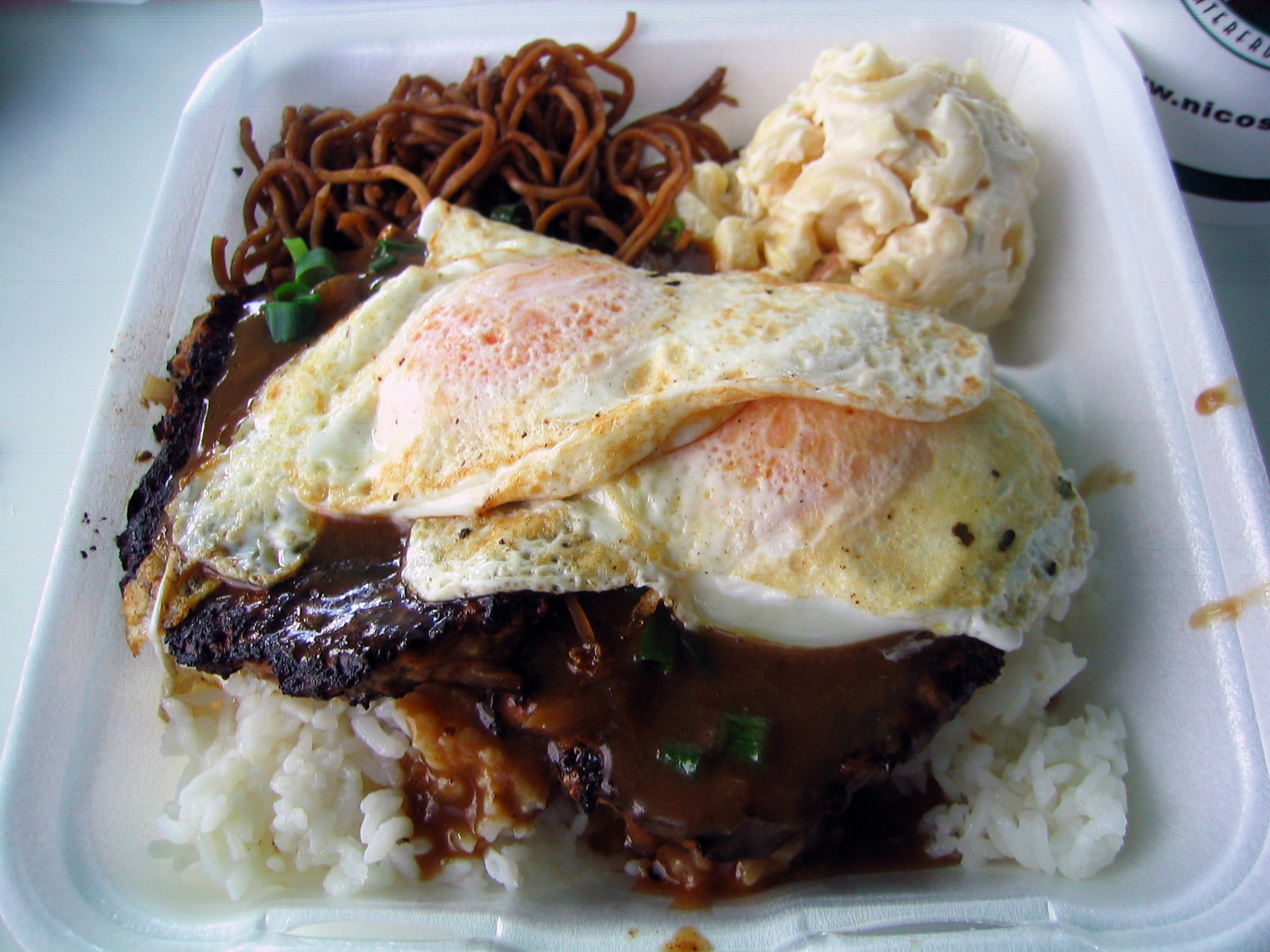
로코 모코 도시락, 튀긴 사이민과 마카로니 샐러드

- 치킨 롱 라이스 — 생강, 파, 쌀 당면/녹두 실을 넣고 끓인 닭고기
- 칼루아 돼지—풀드 포크, 양배추와 함께 널리 요리된다.
- 크랙씨드—중국식 보존과일

- 라우라우—전통적인 준비에는 소금에 절인 은대구 조각과 돼지고기를 타로 잎과 '티' 잎으로 감싼 것이 포함되지만 변형된 요리인 생선, 닭고기 및 쇠고기와 같은 기타 단백질이 포함될 수 있다.
- 로코모코—햄버거 스테이크 위에 밥, 브라운 그레이비와 달걀을 얹은 요리
- 로미 연어—토마토와 양파를 곁들인 소금에 절인 연어
- 루아–토란잎을 코코넛 밀크/크림에 끓인 것이다.
- 말라사다—설탕을 입힌 쫄깃한 튀김 도넛
- Manapua—차슈바오가 2~3배 더 크지만 인기 있는 다른 속재료로는 lup cheong, 오키나와 고구마, 치킨 카레 등이 있다.
- 모찌—다양한 찹쌀 디저트/사탕
- 무스비-주먹밥에는 스팸, 핫도그 또는 Göteborg 소시지와 같은 절인 고기를 얹는 경우가 많다.
- Opihi—식용 limpets, Cellana sandwicensis 및 Cellana exarata
- 파스텔
- 점심 접시
- Poi—퓨레 타로 코름
- 포르투갈 달콤한 빵
- Saimin—파,가마보코, 차슈를 곁들인 뜨거운 국물에 부드러운 밀  달걀 국수를 넣은 국수 요리

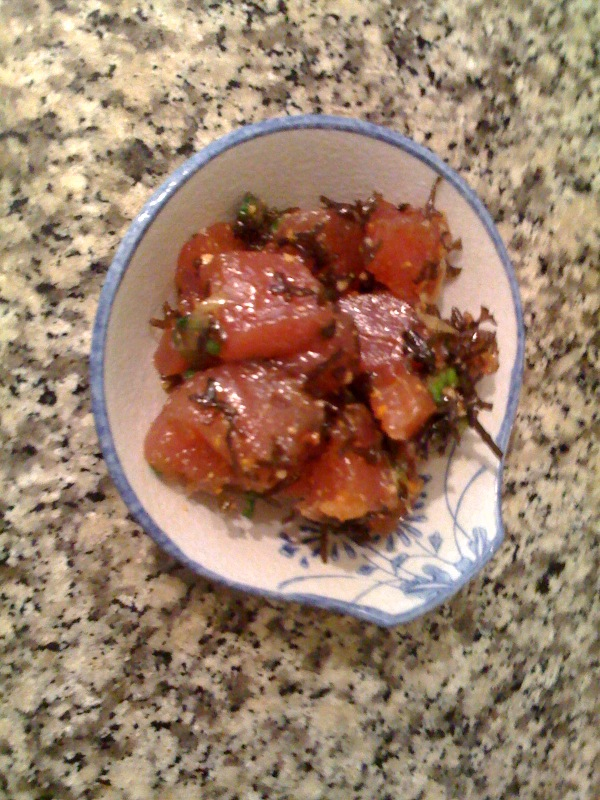
황다랑어 이무(음식)(영어판) (seaweed) 포케
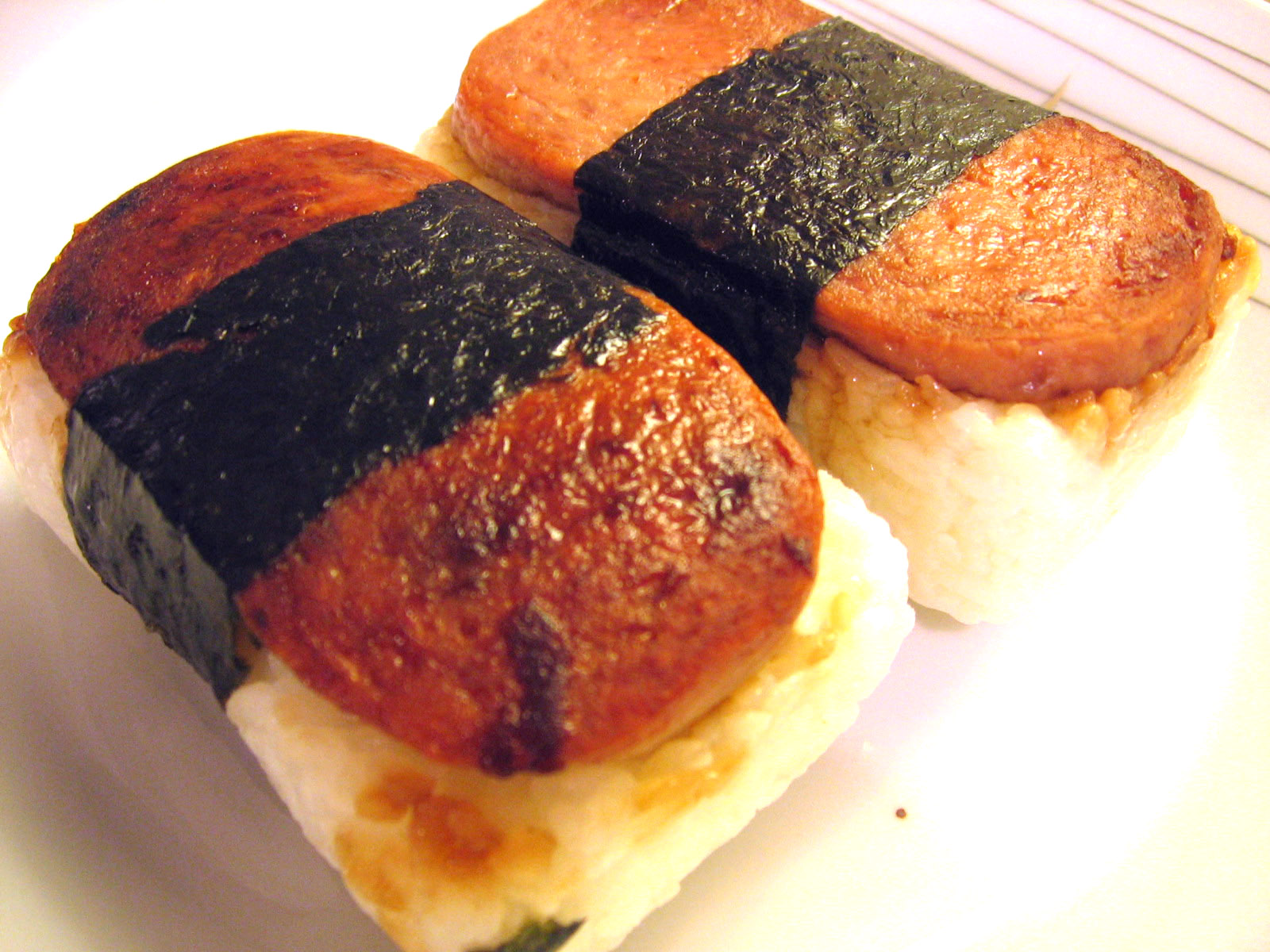
스팸 무스비
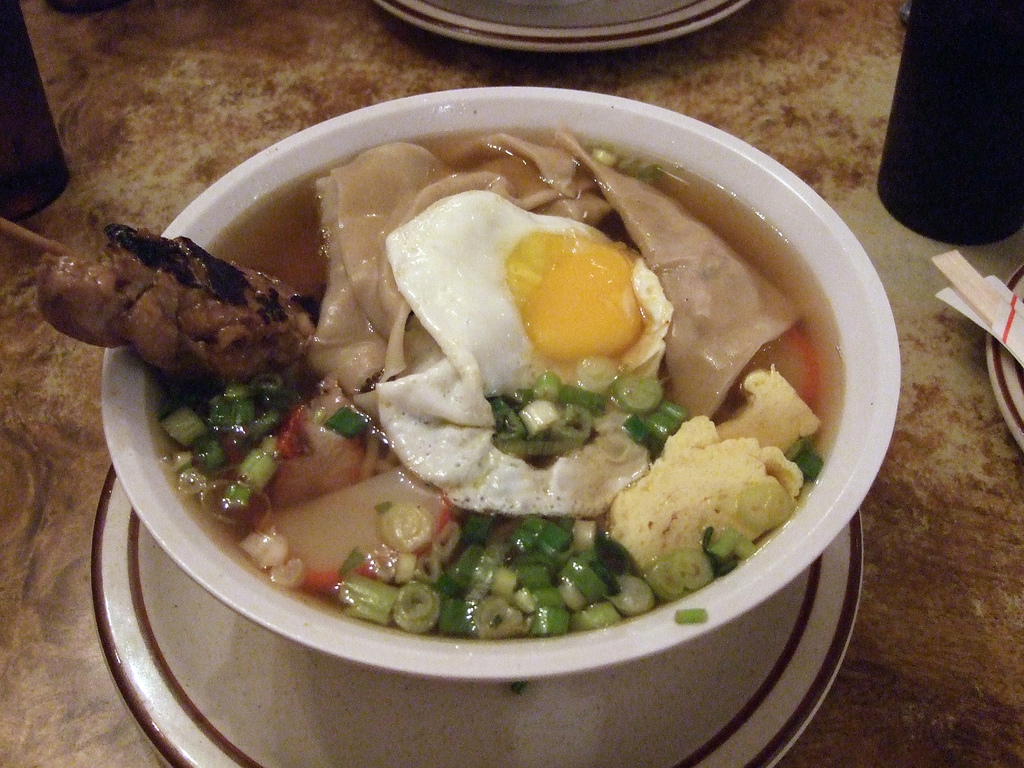
원톤 사이민

### 주류
카바(Piper methysticum)('awa)는 바누아투에서 유래된 것으로 생각되는 오세아니아의 전통적인 수면 음료다. 현대에는 카바 바가 하와이에서 어느 정도 인기를 얻었으며 마우이, 몰로카이, 카우아이, 오아후에는 상업용 카바 농장이 있다.

### 알코올 음료
- 하와이 열대 지방의 티키 문화(영어판) 칵테일은 블루 하와이와 같이 럼을 활용한다. 럼주에 다양한 열대 과일 주스를 섞어 장식용 과일 조각과 함께 제공한다.[49]
- 오콜레하오(영어판)는 ti 식물의 뿌리로 만든 오래된 하와이의 술이다.[49]
- 하와이 와인(영어판)은 마우이 섬과 하와이 섬에서 주로 생산된다.
- 하와이 맥주는 하와이 주에서 가장 큰 브루펍인 코나양조로 대표한다. 1901년부터 1998년까지 "프리모"는 가장 인기 있는 하와이 맥주 중 하나였으며 2008년 현재 생산을 재개했지만 현재는 캘리포니아에서 양조되고 있다.

역사적으로 수제 맥주(소형 양조장)는 양조장 판매에 대한 제한적인 주법으로 인해 하와이에서 성장이 더디게 진행되었다. 하지만 2003년에 법이 바뀌면서 이제 그라우어(저그)를 사용할 수 있게 되었다. The Maui Brewing Co.는 하와이 최대 규모의 포장 맥주 양조 업체이다. (하와이의 양조장 목록 참조).

## 참조
- 미국지역 퓨전요리 목록(영어판)
- 해양요리